# Anisoplia agnata
Anisoplia agnata är en skalbaggsart som beskrevs av Edmund Reitter 1889.
Anisoplia agnata ingår i släktet Anisoplia och familjen Rutelidae. Inga underarter finns listade i Catalogue of Life.